# Game Developers Conference
De Game Developers Conference (GDC) is een jaarlijks gehouden conferentie voor computerspelontwikkelaars. De eerste GDC vond plaats in 1988.

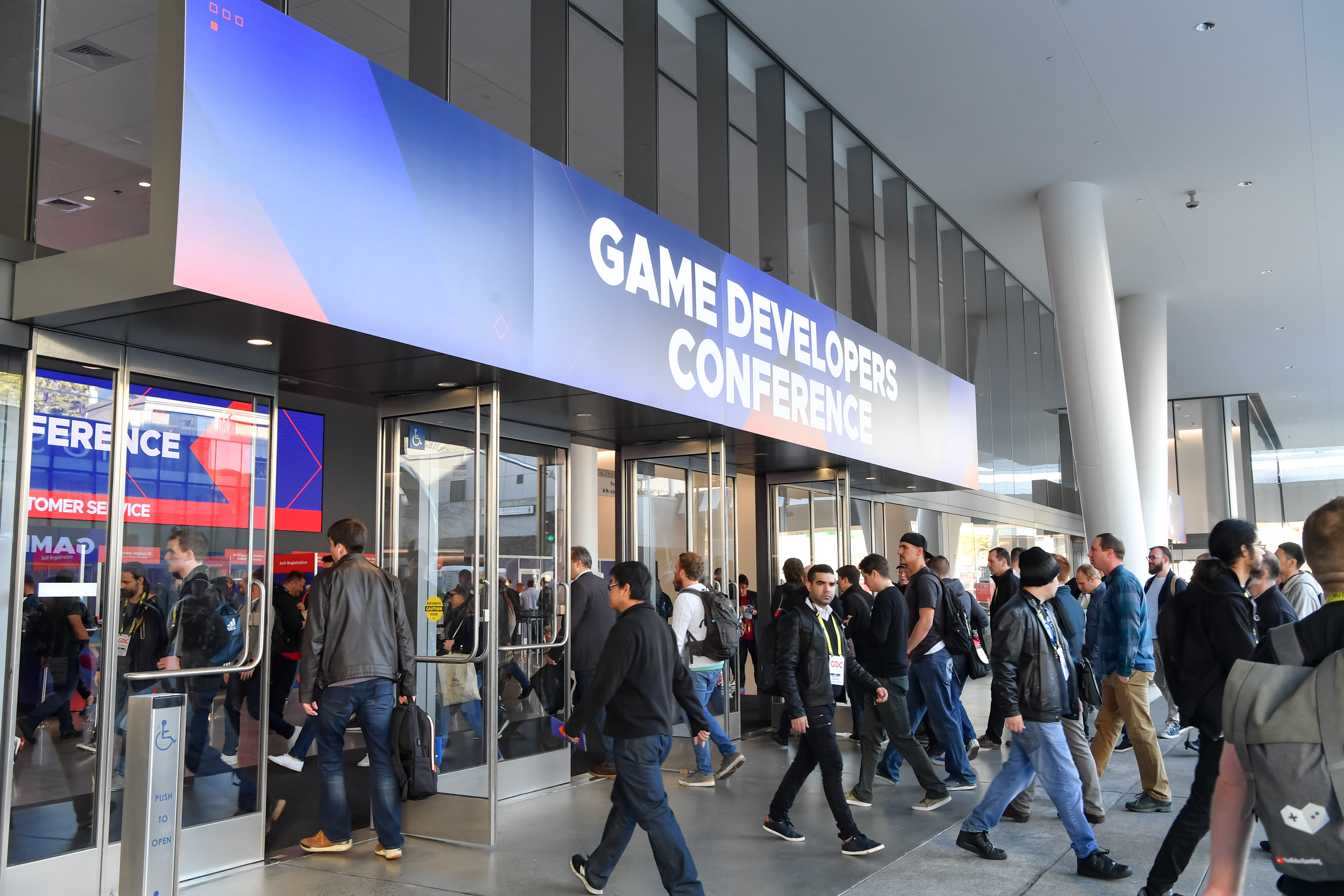
Het Moscone Center in San Francisco.

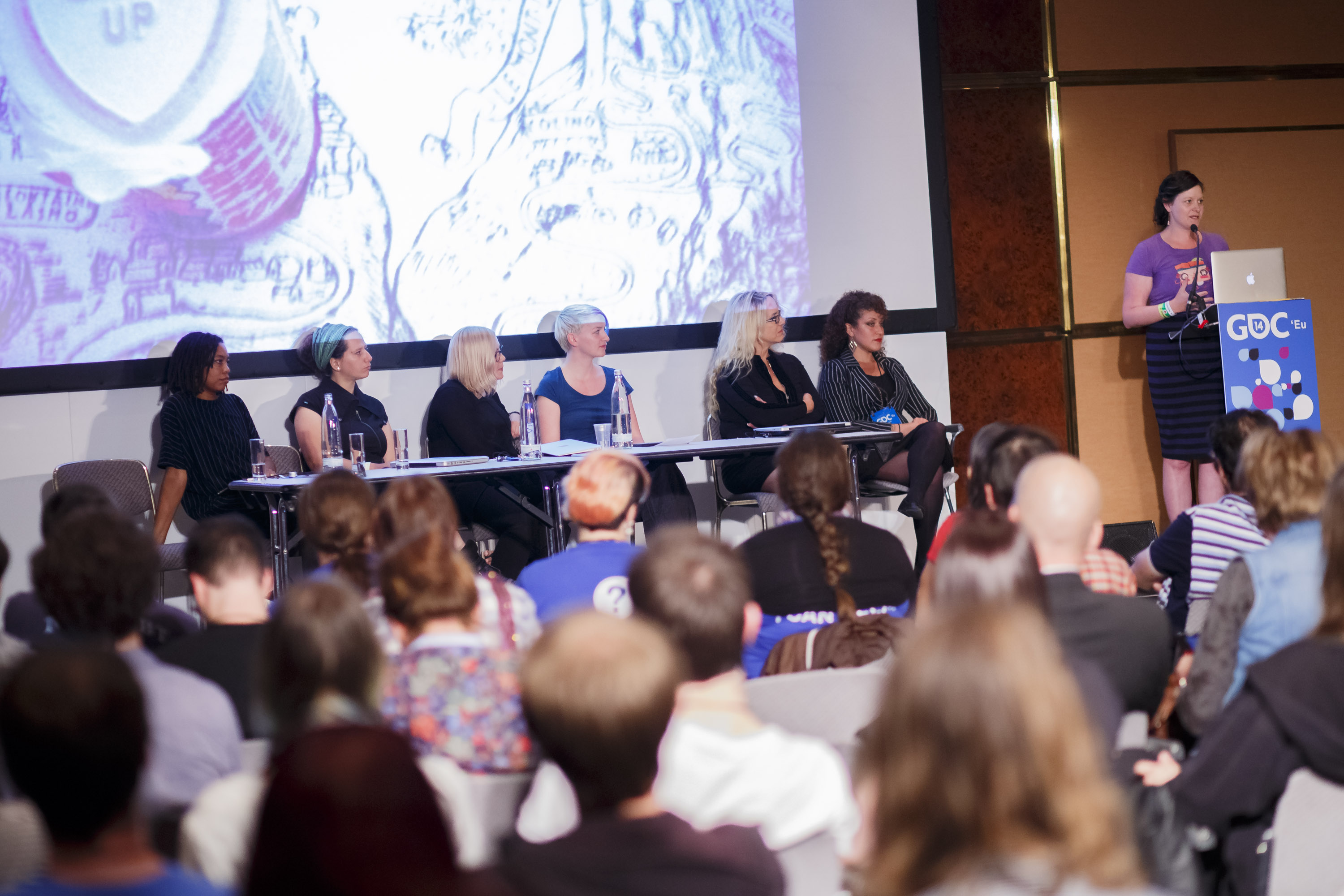
Een panel tijdens GDC 2014 waarbij het publiek vragen kan stellen.

## Beschrijving
Tijdens de GDC worden exposities, shows en prijsuitreikingen gedaan, maar er worden ook diverse lezingen en tutorials gehouden door professionals in de computerspelindustrie.

## Geschiedenis
De eerste conferentie in 1988 werd toentertijd nog gehouden onder de naam Computer Game Developers Conference en vond plaats in de huiskamer van spelontwerper Chris Crawford. Het daarop volgende jaar werd een zaaltje gehuurd in een hotel in San Jose voor ongeveer 125 mensen. Het evenement groeide elk jaar en in 1996 waren er 4.000 mensen die op het evenement afkwamen. In 2008 hadden 18.000 mensen zich ingeschreven voor het evenement.
De naam van het evenement werd in 1999 gewijzigd naar "Game Developers Conference".
Een van de prijzen die wordt uitgereikt is de Game Developers Choice Awards. Elk van de leden van de International Game Developers Association kan computerspellen nomineren voor deze prijs, waarna er wordt gestemd voor de finalisten.
Vanaf 2009 vonden er ook evenementen van de GDC plaats in andere landen, zoals Duitsland, China en Canada.

## Statistieken
| Jaar | Data                | Aantal bezoekers   |
| ---- | ------------------- | ------------------ |
| 1996 |                     | 4.000              |
| 2001 | 20-24 maart         |                    |
| 2002 | 19-23 maart         | 10.000             |
| 2005 | 7-11 maart          | 12.000             |
| 2006 | 22-24 maart         | 12.500             |
| 2009 | 23-27 maart         | 18.000             |
| 2013 | 25-29 maart         |                    |
| 2017 | 27 februari-3 maart |                    |
| 2018 | 19-23 maart         |                    |
| 2019 | 18-22 maart         | 27.000             |
| 2020 | 4-6 augustus        | virtueel evenement |